# Halové mistrovství České republiky v atletice 1997
Halové mistrovství ČR v atletice 1997 se uskutečnilo ve dnech 22.–23. února 1997 v Praze.

## Medailisté

### Muži
| Soutěž                         | Zlato                                                                    | Stříbro                                                              | Bronz                                                                   |
| 60 m                           | Ivo Krsek 6.67                                                           | Ivan Šlehobr, Martin Duda 6.75                                       | –                                                                       |
| 200 m                          | Martin Morkes 21.23                                                      | Tomáš Dřímal 21.60                                                   | Walter Pilch 21.66                                                      |
| 400 m                          | Jiří Šveněk 48.13                                                        | Jan Štejfa 48.29                                                     | Tomáš Balcar 48.66                                                      |
| 800 m                          | Roman Oravec 1:47.85                                                     | Pavel Soukup 1:47.88                                                 | Aleš Kohout 1:50.49                                                     |
| 1500 m                         | Lubomír Pokorný 3:45.10                                                  | Stanislav Vrba 3:47.96                                               | Petr Lochman 3:50.51                                                    |
| 3000 m                         | Milan Drahoňovský 8:04.14                                                | Martin Brusák 8:08.83                                                | Miloslav Suchý 8:09.72                                                  |
| 60 m př.                       | Tomáš Dvořák 7.78                                                        | Robert Změlík 7.91                                                   | Roman Šebrle a Jan Grabmüller 8.06                                      |
| 4 × 200 m                      | Martin Morkes Tomáš Dřímal Kamil Damašek Karel Bláha Dukla Praha 1:26.54 | Ivan Šlehobr Martin Duda Martin Šimůnek Jan Štejfa USK Praha 1:27.13 | Jiří Pavel Roman Zubek Pavel Beneš Štěpán Tesařík Dukla Praha B 1:30.38 |
| Skok do výšky                  | Jan Janků 227                                                            | Svatoslav Ton 227                                                    | Tomáš Janků 225                                                         |
| Skok o tyči                    | Karel Janko 540                                                          | Martin Kysela 530                                                    | Pavel Beran 520                                                         |
| Skok daleký                    | Tomáš Dvořák 776                                                         | Radek Hampl 764                                                      | Roman Šebrle 763                                                        |
| Trojskok                       | Jiří Kuntoš 15.80                                                        | Radek Řezáč 15.71                                                    | Martin Sýkora 15.39                                                     |
| Vrh koulí                      | Miroslav Menc 19.60                                                      | Richard Navara 18.76                                                 | Remigius Machura 17.91                                                  |
| Sedmiboj Praha 15. – 16.2.1997 | Tomáš Dvořák 6211 bodů                                                   | Kamil Damašek 6182 bodů                                              | Roman Šebrle 6057 bodů                                                  |

### Ženy
| Soutěž                        | Zlato                                                                            | Stříbro                                                                                  | Bronz                     |
| 60 m                          | Zdeňka Mušínská 7.37                                                             | Pavlína Vostatková 7.52                                                                  | Gabriela Švecová 7.58     |
| 200 m                         | Erika Suchovská 23.89                                                            | Markéta Pernická 24.96                                                                   | Zdeňka Mušínská 25.00     |
| 400 m                         | Hana Benešová 52.12                                                              | Helena Fuchsová 52.27                                                                    | Naděžda Koštovalová 53.02 |
| 800 m                         | Ludmila Formanová 2:01.88                                                        | Lenka Švaňhalová 2:09.46                                                                 | Jana Kapounová 2:11.00    |
| 1500 m                        | Jana Kučeríková 4:20.64                                                          | Jana Biolková 4:21.81                                                                    | Renata Hoppová 4:23.88    |
| 3000 m                        | Jana Kučeríková 9:24.24                                                          | Jana Klimešová 9:28.94                                                                   | Renata Hoppová 9:41.67    |
| 60 m př.                      | Iveta Rudová 8.29                                                                | Andrea Novotná 8.40                                                                      | Nikola Špinová 8.42       |
| 4 × 200 m                     | Radana Volná Petra Hlavatá Zuzana Chybová Markéta Pernická SSK Vítkovice 1:41.13 | Nikola Špinová Klára Dubská Petra Smržová Dana Vaňková Sokol SŠ České Budějovice 1.42.10 | –                         |
| Skok do výšky                 | Zuzana Kováčiková 188                                                            | Alena Nezdařilová 188                                                                    | Romana Bělocká 181        |
| Skok o tyči                   | Daniela Bártová 420                                                              | Šárka Mládková 390                                                                       | Daniela Nováková 370      |
| Skok daleký                   | Jana Klečková 588                                                                | Martina Žabková 587                                                                      | Libuše Tománková 583      |
| Trojskok                      | Šárka Kašpárková 14.08                                                           | Alena Nezdařilová 13.38                                                                  | Ljuba Dušilová 12.88      |
| Vrh koulí                     | Zdeňka Šilhavá 15.46                                                             | Lucie Vrbenská 15.11                                                                     | Romana Podušková 14.77    |
| Pětiboj Praha 15. – 16.2.1997 | Kateřina Nekolná 4195 bodů                                                       | Jana Klečková 4052 bodů                                                                  | Petra Šebelková 3674 bodů |